# Антрациклиновые антибиотики
Антрациклиновые антибиотики класс веществ, которые обладают противомикробной и противоопухолевой активностью. 
Данные препараты активно используются при злокачественных опухолях различного происхождения, таких как: различные гематологические виды рака, саркомы мягких тканей, карциномы и другие солидные опухоли. Спектр показаний к применению конкретного антибиотика определяется его химическим строением, индивидуальными фармакокинетическими и фармакодинамическими свойствами и степенью его изученности.

## Механизм действия
Механизм действия данной группы препаратов основан на цитотоксическом действии веществ относящейся к данной группе, поражающие действие веществ обусловлено ингибированием синтеза нуклеиновых кислот, за счёт интеркаляции между парами азотистых оснований, что приводит к нарушению вторичной спирализации ДНК, за счёт взаимодействия с топоизомеразой II. Кроме того происходит взаимодействие с липидами клеточных мембран, и нарушается транспорт ионов и целый ряд других функций клетки. Такой механизм поражения клеток приводит к высокой антимитотической активности, и низкой избирательности действия, данные антибиотики так же оказывают иммунодепрессивное, и антимикробное действие. Однако из-за большого количества побочных эффектов, в качестве антибиотиков их в настоящее время не используют.
Кроме основного действия все подобные препараты обладают выраженными побочными эффектами, которые обусловлены их низкой избирательностью. Основным таким эффектом является потенциально необратимая кумулятивная дозозависимая кардиотоксичность, которая предположительно обусловлена свободнорадикальным повреждением клеточных мембран миокарда. Антрациклиновые антибиотики обладают также эмбриотоксическими, мутагенными и тератогенными свойствами. Применение их в комбинации с другими противоопухолевыми средствами позволяет уменьшить дозы и снизить частоту и выраженность токсических эффектов.
- Доксорубицин помимо интеркалирующего действия также приводит к нарушению метаболизма железа, которое является кофактором рибонуклеотидредуктазы, тем самым нарушая нормальное деление клетки. В настоящее время широко применяется во всех видах антиопухолевой терапии.

- Блеомицин представляет собой смесь различных гликопептидов, продуцируемых Streptomyces verticillus. Он также подавляет синтез нуклеиновых кислот (главным образом ДНК) и белка, индуцируя фрагментацию ДНК с последующим образованием свободных радикалов. Более активен на ранних стадиях опухолевого процесса, относительно мало угнетает костномозговое кроветворение, не оказывает существенного иммуносупрессивного действия. Применяют блеомицин главным образом при комбинированном лечении тестикулярных видов рака, карцином и лимфом. Так же как и другие противоопухолевые антибиотики, блеомицин вызывает ряд побочных эффектов, наиболее тяжёлыми из которых являются анафилактический шок, респираторная токсичность и лихорадка.

- Дактиномицин, как и антрациклиновые антибиотики, встраивается между парами азотистых оснований, образуя стойкий комплекс с ДНК, и нарушает ДНК-зависимый синтез РНК. Применяют его в сочетании с хирургическим вмешательством, лучевой терапией и/или в комбинации с винкристином, циклофосфамидом и метотрексатом при лечении опухоли Вильямса, рабдомиосаркомы, хориокарцином и некоторых других видов опухолей. Основной дозозависимый токсический эффект дактиномицина — угнетение функции костного мозга, вплоть до развития апластической анемии.

- Митомицин, в отличие от других противоопухолевых антибиотиков, проявляет свойства алкилирующего агента, вызывая избирательное ингибирование синтеза ДНК, а в высоких концентрациях и супрессию клеточной РНК и синтеза белка. Применяют его в качестве вспомогательного средства при лучевой терапии и в комбинации с другими противоопухолевыми средствами (в том числе и противоопухолевыми антибиотиками) при лечении диссеминированных аденокарцином различной локализации, хронического лимфо- и миелолейкоза. Основным побочным эффектом митомицина является тяжёлая миелосупрессия с относительно поздним токсическим действием на все три ростковых элемента костного мозга.

Помимо вышеперечисленных препаратов противоопухолевой активностью обладает ряд средств, продуцентами которых являются различные актиномицеты (оливомицин, руфокромомицин, реумицин).